# Sporophila melanogaster
Sporophila melanogaster là một loài chim trong họ Thraupidae.